# 453年
| 千纪： | 1千纪                                                                                           |
| 世纪： | 4世纪 \| 5世纪 \| 6世纪                                                                         |
| 年代： | 420年代 \| 430年代 \| 440年代 \| 450年代 \| 460年代 \| 470年代 \| 480年代                       |
| 年份： | 448年 \| 449年 \| 450年 \| 451年 \| 452年 \| 453年 \| 454年 \| 455年 \| 456年 \| 457年 \| 458年 |
| 纪年： | 癸巳年（蛇年）；北魏兴安二年；南朝宋元嘉三十年，太初元年；高昌北凉承平十一年                    |

## 大事记
- 北魏文成帝贊助開鑿雲岡石窟。
- 宋文帝謀廢太子劉劭，劉劭先發制人弒父奪位，也殺了政敵徐湛之、江湛等官員。
- 宋文帝三子武陵王劉駿在沈慶之的輔佐下起兵征討劉劭，5月20日即位為劉宋第五任皇帝，是為宋孝武帝，5月27日攻下京城，擒斬長兄劉劭、二兄劉濬，毒殺四弟劉鑠。

## 逝世
- 阿提拉，匈奴王。（406年出生，47岁）
- 宋文帝劉義隆，南朝宋皇帝。（407年出生，46岁）
- 江湛，元嘉權臣，參與謀廢太子劉劭的大事，但在太子先發制人發動兵變時遇害。
- 3月16日——徐湛之，元嘉權臣，官至尚書僕射，領護軍將軍，並參與謀廢太子劉劭的大事，但在太子先發制人發動兵變時遇害。
- 5月27日——劉劭，南朝宋宋文帝刘义隆的长子。（424年出生，29岁）
- 6月16日——劉濬，南朝宋宋文帝刘义隆的次子。（429年出生，24岁）
- 9月17日——劉鑠，南朝宋宋文帝刘义隆的四子。（431年出生，22岁）